# Finnischsprachige Wikipedia

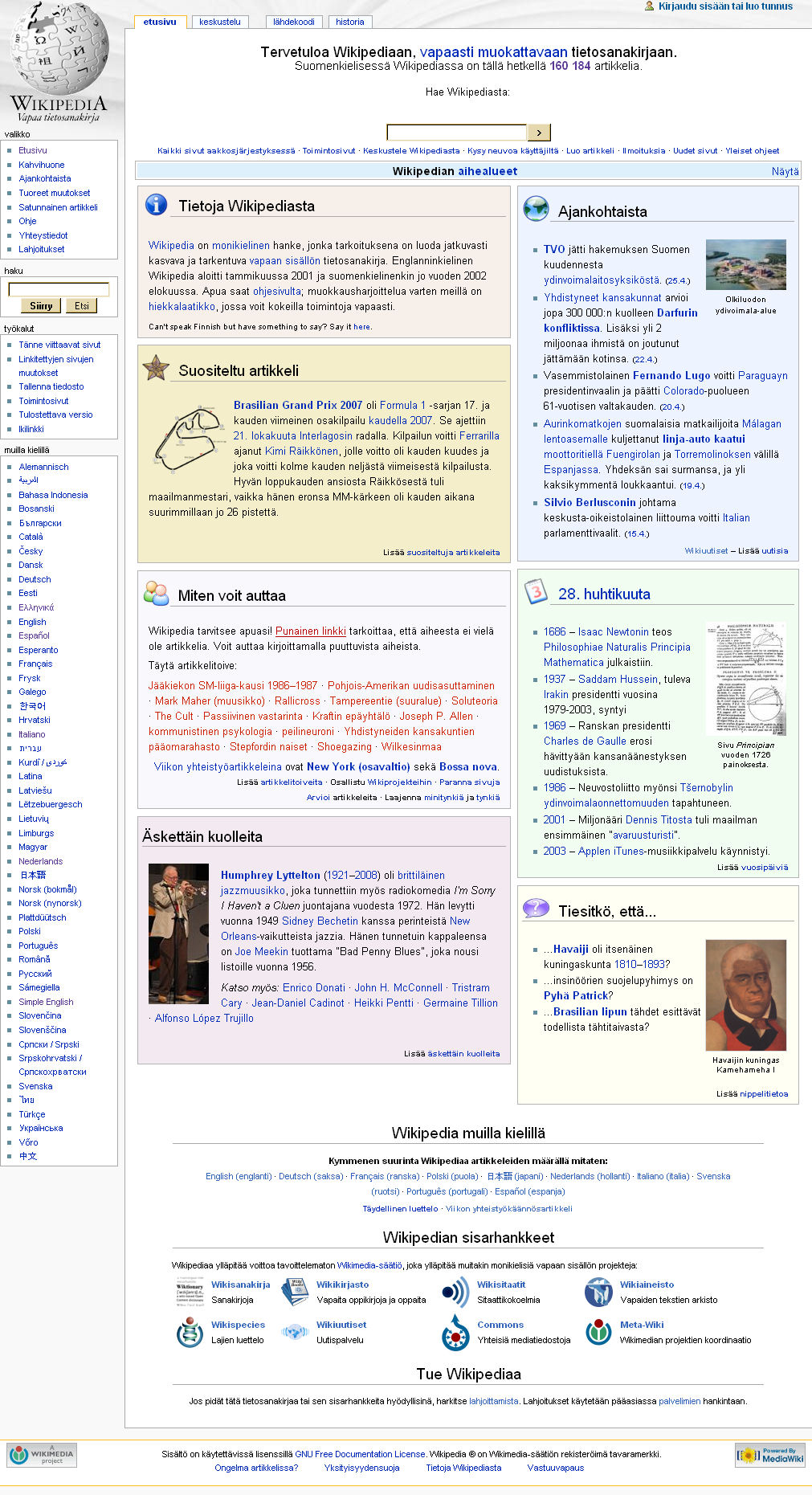
Hauptseite der finnischsprachigen Wikipedia vom 28. April 2008

Die finnischsprachige Wikipedia (finnisch Suomenkielinen Wikipedia) ist die Ausgabe der freien Online-Enzyklopädie Wikipedia in finnischer Sprache.

## Geschichte
Die finnischsprachige Wikipedia startete Ende 2002. Bis 2003 wies diese Sprachversion nur einen sehr geringen Zuwachs auf, erst ab 2004 konnte man bedeutende Seiten- und Userzahlen verzeichnen.
2013 waren 70 % der finnischen Artikel als genau bewertet. Somit weist die finnische Wikipedia im Vergleich zu anderen Sprachversionen vergleichbarer Artikelanzahl eine relativ gute Qualität auf. Auf 1.000 Muttersprachler der finnischen Sprache fielen 2015 76,8 Wikipedia-Artikel.
Die finnische Sprachversion hatte im April 2019 über 455.000 Artikel und über 410.000 Nutzer, von denen etwa 1950 aktiv waren.

## Meilensteine
- Im September 2002 waren es 1.000 Artikel.
- Im April 2004 wurden 5.000 Artikel erreicht.
- Am 9. Februar 2005 waren es 15.000 Artikel.
- Am 21. Februar 2006 hatte sie 50.000 Artikel.
- Am 11. Februar 2007 schließlich 100.000 Artikel.
- Am 12. April 2009 waren es 200.000 Artikel.
- Am 26. Juni 2012 erlangte die finnische Wikipedia den Stand von 300.000 Artikeln.
- Am 29. August 2016 wurde die 400.000-Artikel-Marke übertroffen.
- Am 28. Dezember 2020 waren es 500.000 Artikel.

## Sonstiges
- Im Moment ist die Wikipedia die einzige Enzyklopädie in Finnisch, die regelmäßig aktualisiert wird.[3]

## Wikimedia
Betreiber der finnischsprachigen Wikipedia und aller anderen Sprachversionen der freien Internet-Enzyklopädie ist die Wikimedia Foundation in San Francisco, Vereinigte Staaten.